# 292 Ludovica

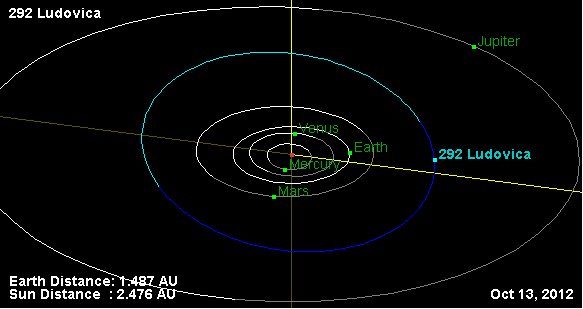

292 Ludovica è un asteroide della fascia principale del diametro medio di circa 32,5 km. Scoperto nel 1890, presenta un'orbita caratterizzata da un semiasse maggiore pari a 2,5304652 UA e da un'eccentricità di 0,0337797, inclinata di 14,91560° rispetto all'eclittica.
L'origine del suo nome è sconosciuta.